# Konrad Acton
Konrad Acton (Paramaribo, 30 januari 1991) is een Surinaams politicus en bestuurslid. Hij was van 2014 tot 2017  ondervoorzitter van het Nationaal Jeugdparlement. Hij is lid van verschillende besturen, waaronder sinds eind 2018 het bestuur van de Jeugdadviesraad.

## Biografie
Acton is geboren en getogen in Paramaribo. Hij was een actief scout en als onder meer groepsleider van de Surinaamse delegatie aanwezig op de Wereldconferentie in Slovenië (2014) en de Wereldjamboree in Japan (2015). Hij ging naar de technische school en volgde verder in 2014/2015 een kaderopleiding aan het Scholingsinstituut voor de Vakbeweging in Suriname (SIVIS). Aan de Academie voor Hoger Kunst- en Cultuuronderwijs (AHKCO) slaagde hij voor zijn bachelorgraad in sociaal-culturele vorming. 
Op 10 december 2013 werd hij gekozen als lid van het Nationaal Jeugdparlement (NJP). Anderhalve maand na zijn installatie op 8 februari 2014, werd hij gekozen tot ondervoorzitter van het parlement; Priya Sital werd toen voorzitter. Het parlement was bij zijn verkiezing uiterst gepolitiseerd en bestond uit twee groepen: Rising Youth en Action Youth. Acton had de steun van de laatste groep. In zijn periode vonden lerarenstakingen plaats, waarbij het NJP tegenover de jeugdbesturen van de vijftien middelbare scholen kwam te staan. Voor Acton vormde dit een leermoment waarvoor het NJP zich in de toekomst moet zien te behoeden.
Ondertussen werd hij in 2014 bestuursopzichter voor het ministerie van Regionale Ontwikkeling in het ressort Boven-Coppename. Van 2018 tot medio 2019 was hij in dit ressort hoofd van het Burgerinformatiecentrum (BIC).
Na zijn lidmaatschap van het NJP werd Acton bestuurslid van de plantage Rorac en van de Nationale Vereniging van Welzijnsorganisaties (NvvWO). In december 2018 werd hij benoemd in het bestuur van de Jeugdadviesraad. Daarnaast is hij anno 2020 districtssecretaris in Paramaribo.